# Giovanni Maria Radino
Giovanni Maria Radino   (dècada del 1550 - dècada del 1600) fou un compositor i organista italià. El seu fill, Giulio Radino també era un compositor.
Sembla que va passar la seva joventut a Caríntia al servei de la família del comte de Frankenburg. Va competir amb èxit com a organista a la Capella de Sant Antoni de Pàdua el 1579. El seu Primo libro d'intavolatura di balli d'arpicordo (1592) va ser el primer llibre imprès amb música per al clavicèmbal. Només en queda un exemplar conegut, conservat a la Biblioteca Reial de Bèlgica a Brussel·les. A la portada se'l presenta com a organista de l'església San Giovanni di Verdara, càrrec que va mantenir fins al 1598, quan es publica la seva antologia, Madrigali de diversi.
La contribució més important a la música de Radino és el seu Primo libro d'intavolatura d'arpicordo, la primera sèrie de balls on l'edició especifica el clavicèmbal. Una versió concertada per al llaüt n'apareix just després d'Intavolatura di balli per sonar al liut. Cadascuna d'aquestes col·leccions conté un passamezzo tallat per una gaillarde, dues paduanas i quatre gaillardes separades. Algunes peces difereixen lleugerament: en la versió de llaüt del passamezzo, l'ordre de les variacions es modifica i trobem una altra. Si en la seva col·lecció de danses el seu predecessor, Marco Facoli, fa servir només acords complets per al seu acompanyament; de vegades Radino introdueix imitacions entre les dues mans i deixa fins i tot a la mà esquerra la veu principal. Radino és, per tant, una etapa important del teclat a Itàlia.

## Treballs
- Il primo libro d'intavolatura di balli d'arpicordo (1592)[1]
- El mateix disposat per al llaüt: Intavolatura di balli per sonar al liuto (1592)
- En tant que editor va publicar: Madrigali de diversi a quattro voci raccolti da Gio. Maria Radino organista in San Giovanni in Verdare di Padoa & novamente posti in luce (Venècia, 1598 per Ricardo Amadino)
- Dialogue-madrigal, d'Eugenia almi pastori, a vuit veus, de Radino.